# Араи Хакусэки
Араи Хакусэки (яп. 新井 白石); 24 марта 1657 — 29 июня 1725) — японский политический и государственный деятель периода Эдо. Представитель японского неоконфуцианства, историк, литературовед, поэт. Настоящее имя — Араи Кимми. Псевдоним — Хакусэки.

## Жизнеописание
Араи Хакусэки родился 24 марта 1657 года в городе Эдо в самурайской семье из небольшого восточнояпонского удела Курури. Его отец, Араи Масанари, служил инспектором Цутиё Тосинао, который был главой удела и имел статус давнего вассала сёгуната Токугава. Маленький Хакусэки также поступил на службу к Цутиё и вскоре стал его фаворитом.
В 1677 году в 21-летнем возрасте Араи принял участие в политических междоусобицах внутри рода Цутиё. Его партия проиграла, и он был наказан тюремным заключением. Однако через два года Араи был освобожден благодаря тому, что сёгунат лишил род Цутиё главенства в княжестве Кукури. В 1682 году он поступил на службу к сёгунату, к старейшине Хоттеи Масатоси, но двумя годами позже последний был убит политическими оппонентами.
В 1691 году Араи покинул службу роду Хотта и открыл частную школу восточнее замка Эдо. В 1693 году по рекомендации наставника Киноситы Дзюньана (1621—1698) он поступил на службу к главе княжества Кофу Токугаве Цунатоё в качестве лектора неоконфуцианства и истории. В это время Араи упорядочил историческое исследование в дидактическом стиле «Генеалогия ханов», посвящённое происхождению и достижениям крупнейших самурайских родов.
В 1704 году Токугава Цунатоё стал официальным наследником 5-го сёгуна Японии, Токугавы Цунаёси. Приняв имя Токугавы Иэнобу, он перебрался жить в замок Эдо и взял вместе с собой Араи. Последний был переведён на службу в Эдо, где исполнял обязанности придворного историографа и советника сёгунского наследника. В 1709 году после восхождения шестого сёгуна Токугавы Иэнобу на престол Араи стал постоянно участвовать в совещаниях центрального правительства. Несмотря на незначительное происхождение, его приравняли к статусу хатамото, поручили земли с годовым доходом в 1000 коку, предоставили 5-й младший ранг и титул главы провинции Тикудзен. По инициативе Араи сёгунат провёл реформу золотой и серебряной валюты, составил церемониал принятия корейских послов сёгуном, установил новые пошлины и ограничения на импорт ряда иностранных товаров. Историограф также инициировал диспуты вокруг отмены практики насильственной передачи буддистским монастырям дочерей принцев крови и помилование итальянского миссионера Джованни Сидотти. В ходе разговоров с последним Араи составил «Сборник взглядов и странных рассказов» (1709) и «Записи об услышанном с Запада» (1715). Кроме этого, он принимал участие в разработке проекта поправок к «Законам о военных домах» и решении сложных судебных процессов.
В 1712 году после смерти Иэнобу Араи продолжал служить 7-му сёгуну Токугаве-но Иэцугу. Благодаря советам первый период царствования Иэцугу получил название «благодатного правления».
Араи Хакусэки был неоконфуцианцем чжусианской школы. Однако большинство его работ посвящены не философии и этике, а истории. Кроме «Генеалогии ханов», Араи составил курс лекций «Приложение для исторических чтений», работы по древней истории Японии «Древняя история», «Диалоги о древней истории», а также биографическую работу, которая имеет характер хроники XVII—XVIII века, «Записки сломанного хвороста». Также в пожилом возрасте он упорядочил не сохранившиеся до наших дней «Вопросы истории».
Кроме истории, Араи занимался изучением географии, литературы, японского языка, фольклора, археологии, религии, военного дела, биологии и так далее. Он был автором исследования и энциклопедического словаря «Восточная изысканность», который впоследствии использовали японские учёные Камо Мабути и Мотоори Норинага. Араи также сделал одни из первых этнологических исследований об айнах «Записи о эдзо» и рюкюсцев «Записи о южных островах». Хотя в модернистской Японии Араи почитают как учёного, в Японии периода Эдо он считался первоклассным поэтом. Его «Сборник стихов Хакусэки» высоко оценивали не только на родине, но и в Корее и Китае.
Умер Араи Хакусэки 29 июня 1725 года в Эдо. Похоронили его в монастыре Хоиндзи в районе Асакуса.

## Труды
| Генеалогия ханов                      | 藩翰譜       | はんかんぷ       | Ханканпу           | 1702 |
| Сборник взглядов и странных рассказов | 采覧異言     | さいらんいげん   | Сайран игэн        | 1709 |
| Записи об услышанном с Запада         | 西洋紀聞     | せいようきぶん   | Сэйё кибун         | 1715 |
| Приложение для исторических чтений    | 読史余論     | とくしよろん     | Токуси ёрон        | 1712 |
| Древняя история                       | 古史通       | こしつう         | Косицу             | 1716 |
| Диалоги о древней истории             | 古史通惑問   | こしつうわくもん | Косицу вакумон     |      |
| Записки сломанного хвороста           | 折たく柴の記 | おりたくしばのき | Оритаку сиба но ки |      |
| Вопросы истории                       | 史疑         | しぎ             | Сиги               |      |
| Восточная изысканность                | 東雅         | とうが           | Тога               |      |
| Записи об эдзо                        | 蝦夷志       | えぞし           | Эдзо-си            |      |
| Записи о южныех островах              | 南島志       | なんとうし       | Нанто-си           |      |
| Сборник стихов Хакусэки               | 白石詩草     | はくせきしそう   | Хакусэки сисо      |      |

## Крылатые выражения
- Малое бесславие сегодня перерастает в будущем в нечто большое.
- Нельзя верить тому, что люди говорят. Следует проверить правдивость их слов, подробно проверив источники.
- Говорить с оппонентом на языке сложных профессиональных терминов — пустое дело. Разговор имеет смысл, когда оппонент понимает, о чём ты говоришь.
- Говори не для себя, а прежде всего для других.
- Знай, оппонент не понимает тебя не потому что глуп, а потому что ты не можешь должным образом ему объяснить.